# Internationale Arbeitsgemeinschaft für Hymnologie

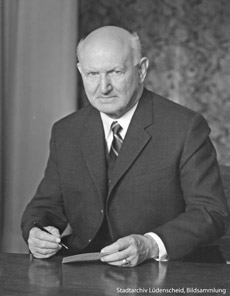
Konrad Ameln, Gründer der IAH

Die Internationale Arbeitsgemeinschaft für Hymnologie (IAH), gegründet im Jahr 1959, seit 1992 eingetragener Verein mit Sitz in Heidelberg, ist eine Vereinigung, die sich für die Pflege und Erforschung des Kirchengesangs auf internationaler, interkonfessioneller und interdisziplinärer Ebene einsetzt.
Die Mitglieder der IAH kommen derzeit aus 28 Ländern. Aufgrund der interdisziplinären Ausrichtung der IAH vertreten sie so unterschiedliche Forschungsgebiete wie Theologie, Literatur-, Sprach-, Buch- und Musikwissenschaft.

## Studientagungen
Die IAH veranstaltet seit 1965 jedes zweite Jahr (vorher im Dreijahresrhythmus) internationale Tagungen, bei denen hymnologische Themen erörtert werden. Dadurch, dass die Tagungen jeweils in einem anderen Land stattfinden, soll der Austausch auf internationaler und interkonfessioneller Ebene gefördert werden. Seit 1981 gibt es in unterschiedlichen Zeitabständen gemeinsame Tagungen (Joint Conferences) mit den beiden Schwestergesellschaften, der Hymn Society of Great Britain and Ireland sowie Hymn Society in the United States and Canada. Zusätzlich werden von IAH-Mitgliedern auch noch kleinere, regionale Arbeitstagungen organisiert.

## Publikationen
Der Verein ist einer der Mitherausgeber des Jahrbuchs für Liturgik und Hymnologie. Regelmäßig werden auch das IAH-Bulletin sowie Mitteilungen der IAH publiziert. Im Jahr 1997 hat die IAH das mehrsprachige ökumenische Gesangbuch Unisono herausgegeben.

## Präsidenten
- 1959–1967: Konrad Ameln
- 1967–1985: Markus Jenny
- 1985–1989: Robin A. Leaver
- 1989–1993: Andreas Marti[4]
- 1993–1999: Christian Bunners
- 1999–2011: Franz Karl Praßl
- 2011–2022: Jørgen Kjærgaard[5]

## Ehrenmitglieder
- Markus Jenny
- Philipp Harnoncourt
- Hedwig T. Durnbaugh[6]